# Весеннее наступление (1975)
Весеннее наступление (вьет. Chiến dịch mùa Xuân năm 1975) — последняя и самая крупная наземная кампания Вьетнамской войны, проводившаяся силами северовьетнамской армии (Вьетнамская народная армия, ВНА) в марте—апреле 1975 года. Состояла из трёх наступательных операций: Тэйнгуенской, Хюэ-Данангской, «Хо Ши Мин». В ходе этих операций северовьетнамская армия нанесла серию тяжёлых поражений южновьетнамской армии и заняла большую часть территории Южного Вьетнама, включая столицу страны Сайгон, что стало завершением Вьетнамской войны.

## Предпосылки
Подписанием в январе 1973 года Парижского соглашения о прекращении войны и восстановлении мира во Вьетнаме было завершено участие США во Вьетнамской войне: в марте 1973 года территорию Южного Вьетнама покинули последние американские военнослужащие. Поставки оружия и военной техники продолжались, как и экономическая помощь, однако американский конгресс постоянно урезал ассигнования на эти мероприятия. 
В то же время боевые действия в Южном Вьетнаме не завершились. В стране продолжали находиться крупные северовьетнамские силы (16 дивизий), воспользовавшиеся выходом США из войны для реорганизации своей структуры и тыла. 
В 1973—1974 гг. была значительно расширена «тропа Хо Ши Мина», пролегавшая через Лаос и Камбоджу, по ней с севера продолжали перебрасываться полки и дивизии северовьетнамской армии, а также военная техника. 
С конца 1973 года северовьетнамские дивизии в Южном Вьетнаме стали объединяться в корпуса.
Южный Вьетнам, несмотря на продолжавшуюся американскую помощь, испытывал значительные затруднения как военного, так и экономического характера. Правительственная армия испытывала острую нехватку практически всего, что требовалось для ведения эффективных боевых действий — боеприпасов, горючего, запчастей для техники, медикаментов. Удовлетворить все эти нужды оборонный бюджет не мог. В городах страны около трети трудоспособного населения не имело работы. Постоянно росла инфляция. Всё это, вкупе с некомпетентностью значительной части военного и политического руководства страны, создавало самые неблагоприятные условия для сохранения суверенитета Южного Вьетнама.
В августе 1974 года президент США Ричард Никсон был вынужден уйти в отставку под угрозой импичмента в связи с Уотергейтским скандалом. Пришедший ему на смену Джеральд Форд не имел возможностей для выполнения устных обещаний, данных его предшественником южновьетнамскому президенту Нгуену Ван Тхиеу (о военном вмешательстве США в случае срыва Северным Вьетнамом условий Парижского соглашения). США переживали тяжёлый топливный и экономический кризис, вызванный Войной Судного дня, Конгресс заблокировал любые возможности для возвращения вооружённых сил в Юго-Восточную Азию, а американское общество было утомлено бесплодной восьмилетней войной. 
Тем не менее, северовьетнамское руководство предприняло шаг для проверки решимости США поддерживать Южный Вьетнам в этот период. В декабре 1974 войсками Северного Вьетнама было развёрнуто крупное наступление в провинции Фыоклонг, завершившееся в январе 1975 года переходом всей провинции под контроль войск Вьетнамской народной армии. США никак не отреагировали на это событие.
После битвы за Фыоклонг северовьетнамский Генеральный штаб разработал стратегический план, направленный на достижение победы в войне в 1976 году. На 1975 год намечалось проведение операции в центральной части Южного Вьетнама, на плато Тэйнгуен. Отдельно оговаривалось, что при наличии благоприятных условий возможно развитие наступления и победоносное завершение войны уже в 1975 году. Непосредственное руководство операцией осуществлял начальник Генерального штаба Ван Тиен Зунг.

## Тэйнгуенская операция
Весеннее наступление северовьетнамской армии началось 1 марта 1975 года на Центральном плоскогорье Тэйнгуен, в горных районах южновьетнамского II корпуса. Замысел Тэйнгуенской операции, официально называвшейся «операция 275», предусматривал нанесение основного удара в направлении Буонметхуота, за которым должен был последовать разгром южновьетнамской армии в районе Плейку и Контума и выход на побережье Южно-Китайского моря. Таким образом, весь южновьетнамский I корпус оказывался отрезанным от остальной части страны, что значительно облегчало его захват.
Основные силы II корпуса, состоящего из частей правительственной армии были расположены на севере, в районе Плейку и Контума, где ожидался основной удар Вьетнамской народной армии. Здесь с 1 марта северовьетнамская армия проводила отвлекающие действия, чтобы ввести противника в заблуждение. Основная фаза операции началась 4 марта наступлением на Буонметхуот, расположенный южнее Плейку и Контума и хуже защищённый. К 12 марта город был взят. Уже было очевидно, что США не намерены вмешиваться в события, и Нгуен Ван Тхиеу распорядился отвести войска из Плейку и Контума на побережье, сознавая, что удержать этот район уже невозможно. Отход был плохо организован и затруднён огромными колоннами беженцев, блокировавшими практически все дороги. Бросив большое количество техники и понеся тяжёлые потери в живой силе (в том числе из-за массового дезертирства), силы южновьетнамской армии сумели достичь побережья. Во время отхода северовьетнамские артиллерийские обстрелы привели к значительным жертвам среди беженцев. К началу 20-х чисел марта вся территория II корпуса, за исключением прибрежных районов, контролировалась Вьетнамской народной армией.

## Хюэ-Данангская операция
В результате Тэйнгуенской операции Южный Вьетнам был практически разрезан надвое. Северные провинции страны (I корпус) оказались изолированы, и ситуация быстро приобретала черты военной катастрофы. Завершив основные боевые действия во II корпусе, северовьетнамская армия сосредоточила свои усилия на I корпусе. 19 марта был взят город Куангчи, за который в 1968 и 1972 годах уже шли ожесточённые бои. Президент Тхиеу сначала был настроен оборонять все ключевые города в этом районе, однако затем принял решение защищать только Дананг. В город стекались сотни тысяч беженцев со всего корпуса (к концу месяца их насчитывалось до 1,5 млн.), вносившие хаос в городскую жизнь и мешавшие передвижению правительственных войск. К 25 марта ВНА второй раз за войну взяла Хюэ, древнюю столицу Вьетнама. Отступающие в Дананг части правительственной армии были полностью дезорганизованы, поэтому оборонять город было практически некому. Сотни людей утонули, пытаясь вплавь добраться до уходивших из городского порта судов. К 30 марта Дананг перешёл под контроль ВНА. Из трофейных танков на месте формировались новые подразделения, которые сразу же бросались в дальнейшее наступление.
Наступление на данном участке фронта было отмечено значительным количеством морских операций по эвакуации. В ходе боёв было потоплено 9 десантных кораблей ВМС Южного Вьетнама, ещё 1 десантный корабль получил тяжёлые повреждения. При отступлении южновьетнамские моряки бросили 12 десантных кораблей, также коммунистам в качестве трофеев досталось более 100 катеров и кораблей других классов.

## Битва за Суанлок
Успех Тэйнгуенской и Хюэ-Данангской операций побудил Политбюро ЦК Партии Трудящихся Вьетнама принять решение о продолжении наступления и взятии Сайгона до прихода в мае сезона дождей.
В первых числах апреля северовьетнамская армия ликвидировала очаги сопротивления, остававшиеся в прибрежных районах II корпуса. Под контролем южновьетнамского правительства всё ещё оставался юг страны — III и IV корпуса. Однако было очевидно, что основное сражение теперь развернётся за Сайгон.
Состав и вооружение северовьетнамской армии перед штурмом Сайгона хорошо отражали изменение характера Вьетнамской войны с конца 1960-х годов. В период до Тетского наступления 1968 года боевые действия велись в основном с использованием партизанской тактики, причём основную роль в них играли войска Национального фронта освобождения Южного Вьетнама (известного на Западе как Вьетконг). В крупнейших сражениях того периода (в долине Йа-Дранг и при Дак-То) с каждой стороны участвовали силы, эквивалентные дивизии. В апреле же 1975 года для взятия Сайгона северовьетнамским командованием были выделены четыре армейских корпуса, имевшие на вооружении бронетехнику и тяжёлую артиллерию, а немногочисленные войска НФОЮВ практически не играли никакой роли.
В период подготовки к наступлению ВНА нанесла удар по южновьетнамским войскам в районе уезда Суанлок. Захват этого уезда позволил бы создать угрозу Сайгону с востока, а затем перерезать дорогу № 4, по которой из дельты Меконга могли подойти южновьетнамские подкрепления. Битва за Суанлок началась 9 апреля и продолжалась около двух недель. Она стала последним крупным сражением Вьетнамской войны. По его итогам оборонявшая город 18-я дивизия оставила свои позиции по приказу штаба III корпуса, и отступила к Бьенхоа.

## Операция «Хо Ши Мин»
Финальная часть Весеннего наступления получила название «операция Хо Ши Мин». Её план предусматривал разгром южновьетнамских войск на дальних подступах к Сайгону, поскольку северовьетнамское руководство желало избежать разрушения города в ходе затяжных уличных боёв, как это произошло в ходе Тетского наступления. В самом городе заранее были намечены пять ключевых объектов, которые требовалось захватить. 
Операция «Хо Ши Мин» началась 26 апреля. К этому времени Нгуен Ван Тхиеу уже покинул президентский пост и улетел на Тайвань. 28 апреля части северовьетнамской армии вышли к окраинам Сайгона. На следующий день США начали операцию «Порывистый ветер» — эвакуацию своего дипломатического персонала из Сайгона воздушным путём. Весь мир облетели телевизионные кадры, на которых вьетнамские беженцы отчаянно штурмовали американские вертолёты; сами вертолёты после посадки на корабли ВМС США в Южно-Китайском море сталкивались за борт, чтобы освободить место для других.
Боевых действий в самом Сайгоне почти не было. Около полудня 30 апреля северовьетнамский танк Т-54 (бортовой номер 843) протаранил ворота Дворца Независимости (резиденции президентов Южного Вьетнама) и встал на лужайке перед дворцом. Правительство Республики Вьетнам сдалось на милость победителей в полном составе во главе с последним Президентом Зыонг Ван Минем. В тот же день, во избежание лишних жертв, состоялась церемония подписания капитуляции Южного Вьетнама, о чём сам бывший президент объявил по радио Сайгона. После этого последние южновьетнамские военные части, продолжавшие организованное сопротивление в дельте Меконга, сложили оружие.

## Итоги
Вьетнамская война закончилась. По официальной вьетнамской оценке, всё Весеннее наступление 1975 года заняло 55 дней. 
Потери сторон в ходе боевых действий неизвестны. 
Армия Северного Вьетнама захватила огромное количество трофеев; это были крупнейшие единовременные трофеи, захваченные в локальном конфликте Холодной войны.

Финальная эвакуация более 7000 граждан США и вьетнамских беженцев из Сайгона на прошлой неделе была успешно проведена вертолётами морской пехоты и ВВС США под зенитно-ракетным и наземным огнём коммунистов, но почти 1000 самолётов и вертолётов военной авиации стоимостью в миллионы долларов были брошены в целости и сохранности северовьетнамцам и Вьетконгу.
— Кларенс А. Робинсон, ветеран вьетнамской войны, для издания «Aviation Week & Space Technology» от 5 мая 1975
Огромный флот Южного Вьетнама был потерян практически в полном составе, из 1618 имевшихся кораблей и катеров было потоплено либо захвачено 1582 единицы, остальные 36 успели покинуть территориальные воды.